# Jan Rezek
Jan Rezek (Teplice, 5 maggio 1982) è un calciatore ceco, attaccante dell'Apollōn Limassol.

## Carriera

### Nazionale
L'8 giugno 2012 esordisce da titolare agli Europei nella partita contro la Russia (4-1) venendo sostituito al 46' per Tomáš Hübschman.

## Palmarès

### Club

#### Competizioni nazionali
- Pohár ČMFS: 7

Teplice: 2002-2003
Sparta Praga: 2003-2004, 2005-2006, 2006-2007, 2007-2008
Viktoria Plzeň: 2009-2010
- Campionato ceco: 3

Sparta Praga: 2004-2005, 2007-2008
Viktoria Plzeň: 2010-2011
- Coppa di Cipro: 1

Apollōn Lemesou: 2015-2016
- Supercoppa di Cipro: 1

Apollōn Lemesou: 2016